# 馬智禮
馬智禮（1887年—1966年10月20日），或譯馬得里，出生於福建的閩南人，臺灣臺東卑南族初鹿社頭目。他在任內結束卑南族與布農族近兩百年的殺戮，以及在二二八事件中維護臺東的秩序。

## 生平

### 出生
馬智禮生於福建，父親朱來盛（譯音）帶約四歲的他逃至臺灣，輾轉經打狗，落腳於臺東直隸州，最後抵達呂家望（今利嘉部落），後與該社女子入贅婚，歸化為卑南族，並為兒子取名卑南族名字馬智禮。

### 初入初鹿
馬智禮約十歲的被父親寄託給初鹿社長老Rutu收養。初鹿社乃為卑南八社之一，為該族最西北之部落，負有看守鹿野高台獵場、與防禦世仇布農族入侵之責任，亦為布農族眼中最強悍的卑南族社。遠在十八世紀的臺灣清治時期，雄据中央山脈的布農族與安居台東平原的卑南族，為爭奪鹿野高台獵場，就此展開了一百多年來的馘首殺戮。
台灣日治時期，馬智禮進入卑南社的國語傳習所卑南分校，畢業後考入台東廳警務課擔任通譯，並接受簡易警察訓練教育，比照巡查補俸給，派任里瓏支廳（關山郡），通日語、閩南語、卑南語、阿美語等語言。因他承攬日本政府的鐵路及移民村工程，也養牛置產，累積不少財富，並在對抗布農族、打獵等任務皆獲得族人的敬重。如某次布農族到初鹿社的白來浪部落出草，一夜間割去十幾個人頭；幾日後，馬智禮就率族人前往內本鹿清水社砍回人頭，燒盡屋舍。二十四歲時，他與初鹿社頭目Hunghuwan的女兒Salinay結婚。在1915年，二十八歲時，接替岳父的Ayawan，也就是擔任初鹿社頭目，因而並辭去警察工作。並不具卑南族血統的漢裔卻可擔任頭目，這是卑南族的首例，如卑南社頭目姑仔老父親林貴是漢人鄭尚長子，至少已具二分之一的血統。
臺灣總督府臺東廳頒布的「有關台東廳槍械彈藥供應管理辦法」中，讓卑南族可擁有槍械並隨時供應彈藥，以牽制布農族。再來，初鹿是台東平原進入花東縱谷的必經孔道，日人稱為「縱谷通孔」，馬智禮繼承初鹿社頭目地位，更成為日本政府倚重的蕃社頭目。由於卑南族與日本政府相互為用，雖然日本政府在1905年就明令他社不用向卑南、阿美族進貢，但默許馬智禮收貢。在1935年之前，馬智禮的收貢地由北達花蓮富里，南抵初鹿。 
日本政府並支持馬智禮經營公賣部，讓他擔任第一回台東郡卑南庄官派協議員（鄉民代表）。

### 終結世仇
大關山事件後，抗日的布農族頭目拉馬達·星星父子被日本人槍決，布農族族情不安、群龍無首。1933年，台東廳長大磐誠三及警務課淺野義雄等官員，要求馬智禮出面協助以結束卑南族及布農族的馘首世仇。日本政府曾在1919年、1922年分別在大南分駐所、台東廳要兩族和解，但最後都破滅。馬智禮於是和摯友卑南族南志信密商對策，並召集初鹿社長老，慎重表示為了初鹿社人的長治久安，決定將初鹿社集體移住，並已向總督府爭取恆春地區的土地，希望遠離布農族。初鹿社長老強烈反彈，認為此舉是向布農族示弱，更向其他七社頭目求援，希望制止馬智禮這項有失族格的決定，因為初鹿社遷移恆春就是整個卑南族社對布農族大開門戶，將使卑南族群暴露於危險當中。
馬智禮對長老們據理力爭，又對台東廳警務課、理蕃課表明將深入布農族各社群，進行和解及規勸歸順之旅，希望日方不要再激怒布農族，並善待已歸順的布農族人。接著他拜訪在布農族的通事們，分析日本政府強勢的理蕃政策，邀請通事們協助處理，不要讓布農族做無謂的抗爭和犧牲。他還願將鹿野高台獵場讓出給布農族，共享獵場以謀求和平共存，同時下令族人今後不得再殺布農族人，教導族人以布袋戰術在獵場上包圍布農族，只要布農族人放下武器就予釋放，並要對方帶話回去宣導卑南族不再殺戮布農族，要跟布農族人共享獵場、共享和平。他更率同族內青年前往大關山、能高山及內本鹿的各布農族社群，以布農族語及日語向各社群溝通，指出過去雙方的馘首都是過去的錯，還送上食鹽、布匹以示其誠。初期，布農族仍然懷疑這是卑南族串通日本人的陰謀，但在通事居間協助，加上馬智禮重承諾的威名，終於陸續下山歸順，接受集體移住安排。
為了讓卑、布兩族的心結芥蒂徹底化解，馬智禮決定與遷移到布農族紅葉部落中輩分甚高的巴卡岸社頭目拉扶·第吉斯歃血為盟、互結金蘭。 1939年8月，馬智禮率族內長老前往紅葉部落，在日本官員和漢人的見證下結為兄弟。馬智禮並以雲豹牙和雲豹皮衣做為結盟信物，兩族以天地為證，稟告祖靈：卑南族同意以北絲鬮溪為界，將鹿野高台獵場供布農族居住，雙方共享獵場；爾後雙方族人不得將刀槍指向對方，世世代代像兄弟親人一般相親相愛，直至永遠。
據統計從1932至1940年間，布農族接受移住的社群共計311戶、2052人之多，而台東廳則同時展開農事、衛生、教育等設施與輔導。日本政府對馬智禮不畏不懼深入敵營，以及釋出傳統獵場領域謀求和平的豁達肚量，給予高度肯定。

### 守護臺東
臺灣戰後時期，馬智禮被譯的漢名為「馬德禮」。軍管區司令部〈台東縣事變經過報告〉則譯為「馬得里」。當時1945年，日本宣布投降，台灣陷入無政府狀態，各地報復搶劫之事層出不窮。馬智禮立即將卑南、布農族及地方青年組成義勇隊，守護社稷安全。台東廳警務課及日本軍方唯恐槍械落入歹徒手中，因此將初鹿的軍警槍械暫委馬智禮保管，他則將這批軍械安置在龍過脈軍械庫中，並指派卑南族青年隊看管。某夜，一名日本士官因控制不住敗戰情緒而放火燒軍械庫，被馬智禮當場殺死。10月中旬，官派臺東縣縣長謝真抵臺東，與地方人士組成接收委員會，該軍械雖列入點交，但仍存放於龍過脈。 
1947年，二二八事件爆發，台東地區在3月2日響應，群眾者即攻入縣府，謝真及部分外省官員倉惶逃走，隨即奔向富商王登科住宅。3月4日情勢更為混亂，群眾已攻下當地的憲兵隊、警察科、測候站及車站，奪走武器，外省人被毆打，台東地方人士立即組成「台東時局處理委員會」，由縣參議長陳振宗、原住民國大代表南志信共同擔任主任委員，另由馬智禮、王登科、吳金玉、蔣源盛等七人擔任副主委。4日當晚，馬智禮決定將謝真等外省官員眷屬近兩百人，漏夜送至初鹿後山一個叫Kamisatu的地方，並指派卑南族青年守前山，布農族青年守後山，並開啟龍過脈軍械庫槍械以戰備。拉扶‧第吉斯聽令馬智禮，全力在紅葉及老吧老吧橋護守。此時，關山鎮人士則將四十餘名外省人護送到海端霧鹿社，成功鎮代鎮長馬榮通、青年團許添枝則表示靜觀變局不會隨之起舞。6日下午，台東情況稍見平靜。7日上午，台東縣府的臺灣籍官員集會聯署要求謝真縣長返府主持，直到民選縣長產生為止。8、9兩日，管理委員會決議請在初鹿的謝真縣長、陳振宗議長返回縣府以安定人心。謝真則回應所有武器都必須繳回。10日，謝真在卑南成立臨時辦公室，並曾短暫返縣府安定人心。12、13日，武器已陸續繳回。14日中午，馬智禮陪同謝真、陳振宗返回縣府，15日後，恢復正常辦公，台東亂事宣告平定。18日，蔣經國給父親蔣介石密電中指出：「高山族易受勾結易生大事。高山族有領袖？十五人、八個種族，一蕃社一頭目（以一人領導）。」所謂八個種族就是卑南八社，一人領導就是指馬智禮。26日，白崇禧在台北賓館會見台東縣維護和平者，有馬智禮、南志信、陳振宗、鄭品聰、謝真等人。白崇禧當面讚揚馬智禮，而後在合照中邀馬智禮居中而坐。該夜，馬智禮與南志信到廣播電台向省民廣播。
當國民政府派軍鎮壓，謝真至台北勸導陳儀不要殺戮臺灣人但失敗，返回台東向馬智禮表達心中的無奈。
同年，5月18日，台東縣府要求馬智禮在初鹿召開全縣高山同胞頭目會議，百餘位頭目出席以表達支持政府，該會議也奠定馬智禮在原住民社群共主之地位。次日在台東縣二二八事件唯一被殺者、被排灣族所射殺的外省教師歐陽朝祐追悼會上，謝真再次公開感謝馬智禮。馬智禮陪同白崇禧巡迴台灣宣慰同胞達七次之多，馬並將白部長贈給的二卡車布匹及七麻袋的舊臺幣，全部贈送給相關人士。

### 政府疑犯

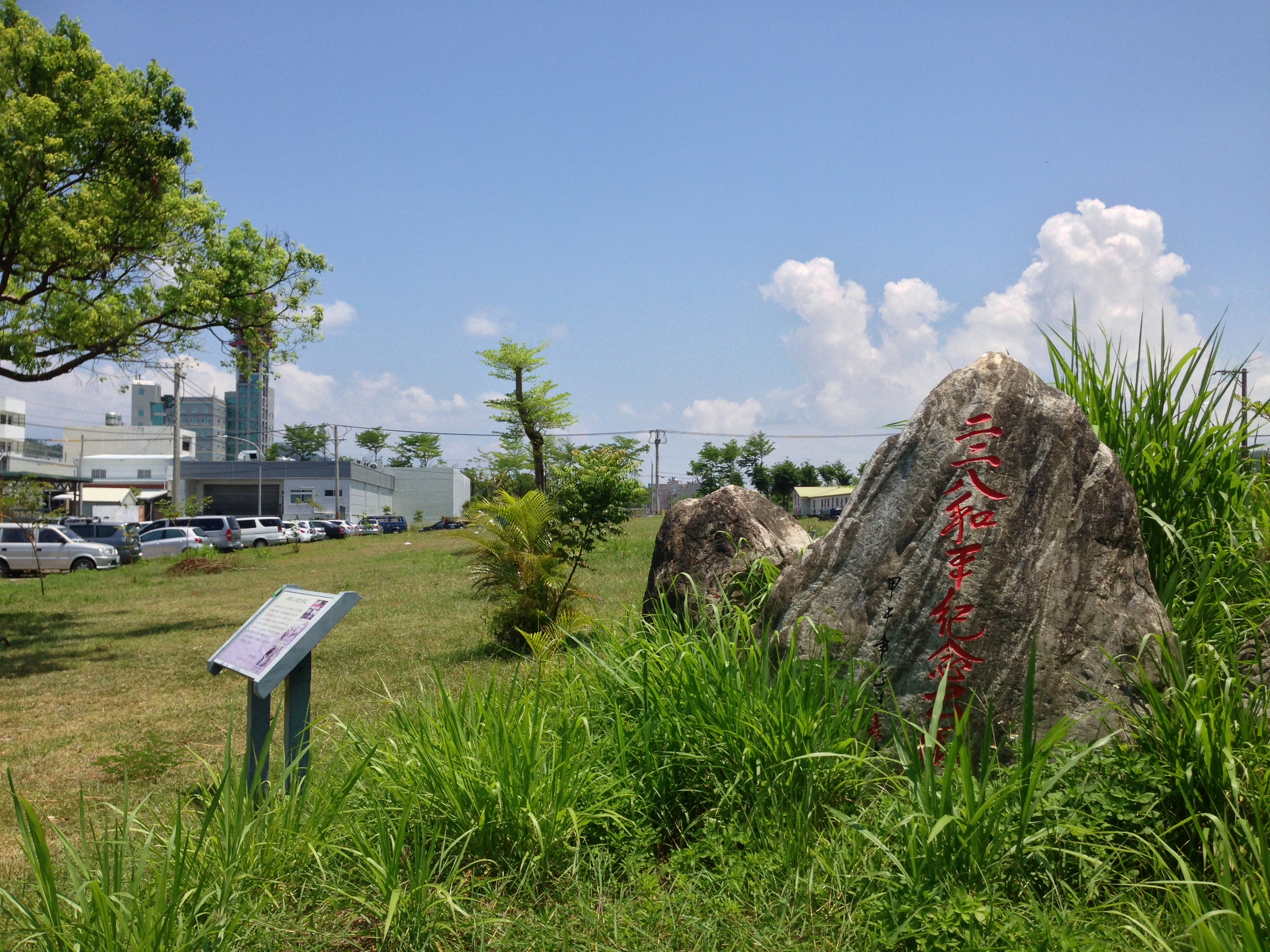
台東二二八和平紀念公園

在軍統局給蔣介石的報告，馬智禮被列入二二八事件「八大寇」之一，謝雪紅居首，排第五的馬智禮罪名乃「擁兵自重」。之後，國民黨政府並派員監視馬智禮的言行，直至去世。當時在其身旁的特工中校李建文，馬智禮不僅收為義子，還為其主婚。
二二八事變平定後，馬智禮巡迴全台七次，也參加綏靖清鄉會議，但接下來的臺灣省戒嚴令、臺灣白色恐怖時期統治方式，土地政策、山禁、海禁等讓他失望，他堅決辭謝國民黨促其參選臺東縣長，稱病告老，搬回龍過脈故居安享晚年。他對國民黨政府的失望，則反射到對昔日日本文官制度的分明廓然上。摯友南志信病逝後，馬智禮更加寂寞，在台灣基督長老教會受洗，並在教會安排下到全臺各地證道，有與日月潭毛王爺相會。他並無親生後代，其收養之養女馬寶琴即南志信之七女，為唯一延續香火者。晚年的他曾變賣牛和土地，籌備巨額要送外孫馬來盛到日本求學，但未獲核准。
馬智禮過世時，負責監視他的李建文具名發喪，扛十字架送往山頭。

## 身後
2004年，「布農文教基金會」白光勝牧師取得紅葉溫泉經營權，還特別邀馬來盛到現場進行一場「稟告祖靈確認領域」的儀式，透過簡單的儀式，宣達卑、布兩族共同維護和平，共享資源的決心，免費讓卑南族人泡湯。